# NGC 3181
NGC 3181 é uma região H II na direção da constelação de Ursa Major. O objeto foi descoberto pelo astrônomo William Parsons em 1851, usando um telescópio refletor com abertura de 72 polegadas. 